# Метт Дербішир
Метт Дербішир (англ. Matt Derbyshire, нар. 14 квітня 1986, Блекберн) — англійський футболіст,  клубу «Омонія».
Виступав, зокрема, за клуби «Блекберн Роверз» та «Олімпіакос», а також молодіжну збірну Англії.
Чемпіон Греції. Володар Кубка Греції. Володар Кубка англійської ліги.

## Клубна кар'єра
Народився 14 квітня 1986 року в місті Блекберн. Вихованець футбольної школи клубу Great Harwood Town.
У дорослому футболі дебютував 2003 року виступами за команду клубу «Блекберн Роверз», в якій провів один сезон, взявши участь лише у 1 матчі чемпіонату. 
Згодом з 2004 по 2006 рік грав на правах оренди у складі команд клубів «Плімут» та «Рексем».
До складу «Блекберн Роверз» повернувся 2006 року. Цього разу відіграв за команду з Блекберна наступні три сезони своєї ігрової кар'єри.
У 2009 році уклав контракт з клубом «Олімпіакос», у складі якого провів наступні два роки своєї кар'єри гравця. У складі «Олімпіакоса» був одним з головних бомбардирів команди, маючи середню результативність на рівні 0,52 голу за гру першості.
Протягом 2011—2016 років захищав кольори клубів «Бірмінгем Сіті», «Ноттінгем Форест», «Олдем Атлетик», «Блекпул», «Ноттінгем Форест» та «Ротергем Юнайтед».
До складу клубу «Омонія» приєднався 2016 року. Відтоді встиг відіграти за нікосійську команду 91 матч в національному чемпіонаті.

## Виступи за збірну
Протягом 2007–2009 років залучався до складу молодіжної збірної Англії. На молодіжному рівні зіграв у 14 офіційних матчах, забив 4 голи.

## Титули і досягнення
- Переможець Кубка Інтертото (1):

«Блекберн Роверз»: 2007
- Чемпіон Греції (1):

«Олімпіакос»: 2008-2009
- Володар Кубка Греції (1):

«Олімпіакос»: 2008–2009
- Володар Кубка англійської ліги (1):

«Бірмінгем Сіті»: 2010-2011
- Найкращий бомбардир Чемпіон Кіпру (2):

«Омонія»: 2016-2017, 2017-2018